# Escalera Daru

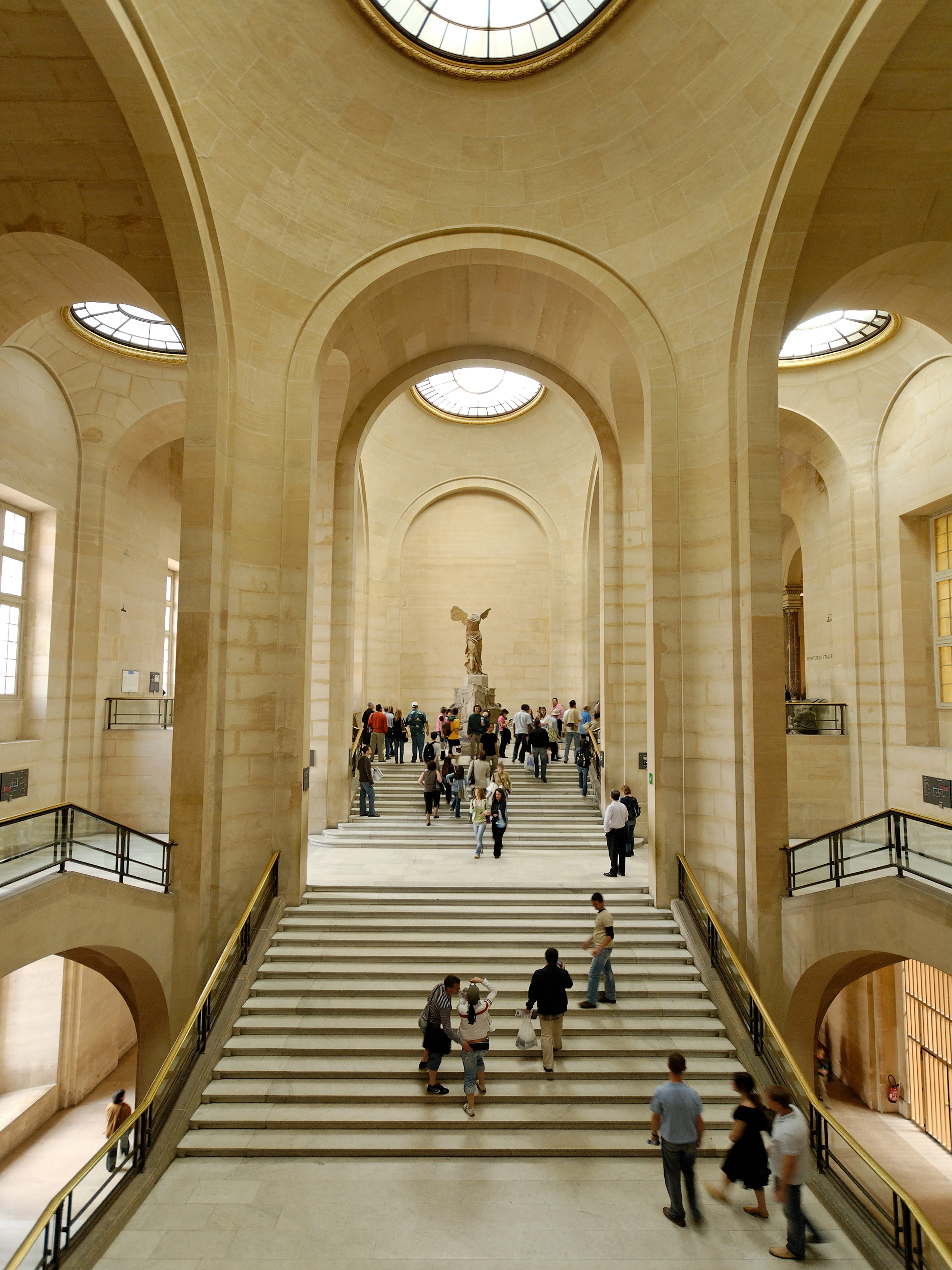
Escalier Daru con la Victoria alada de Samotracia al fondo

La Escalera Daru (Escalier Daru), también conocida como Escalier de la Victoire de Samotracia, es uno de los espacios más grandes y emblemáticos del Palacio del Louvre en París, y del Museo del Louvre. Nombrado en honor a Pierre, Conde Daru, un ministro de Napoleón, e inicialmente diseñado en la década de 1850 por Hector Lefuel como parte de la expansión del Louvre de Napoleón III, recibió su actual apariencia de Clasicismo Despojado a principios de la década de 1930. Desde 1883, su punto central es la Victoria alada de Samotracia, uno de los elementos más destacados de las colecciones del Louvre.

Es la última de una serie de escaleras cada vez más monumentales construidas para dar servicio a esta zona del edificio del Louvre. En 1722, mientras se preparaba el antiguo apartamento de la Reina Madre en la planta baja de la Petite Galerie para ser la residencia de Mariana Victoria de España como esposa prometida de Luis XV, se construyó una escalera que conducía directamente al Salón Carré. en el nivel superior, denominado
Escalier de l'Infante
después de Mariana Victoria. Tras su regreso a España después de sólo tres años, el Salón Carré se convirtió en la sede de la exposición anual de arte de la Académie des Beaux-Arts, de ahí el nombre 
Salon.
para este tipo de espectáculos. Los visitantes utilizarían la 
Escalier de l'Infante
para acceder al Salón desde la 
Cour de la Reine, 
más tarde conocido como Cour du Sphinx y cubierto con un techo de cristal en 1934.
Poco antes de su muerte en 1780, el arquitecto del Louvre Jacques-Germain Soufflot diseñó una nueva escalera en el contexto de una intensa planificación para la creación de un museo público en la Gran Galería del Louvre.: 78  El diseño de Soufflot fue implementado a partir de 1781 por su sucesor Maximilien Brébio. La nueva escalera o Escalier du Salon, que reemplazó al Escalier de l'Infante, inaugurado en la planta baja de la Cour de la Reine que iba a ser la entrada del museo y conducía a lo que hoy es la Salle Duchâtel en el piso superior, inmediatamente al norte del Salon Carré en el ala de Le Vau, duplicando la Petite Galerie hacia el oeste.
Tras la primera apertura del Museo del Louvre en 1793 y su reorganización bajo Napoleón a principios del siglo XIX, la entrada principal del museo se estableció más al norte, a través de la Rotonde de Mars</link> en lo que hoy es la esquina sureste de la Cour Napoléon . Para llevar adecuadamente a los visitantes desde allí a los aspectos más destacados de la colección del museo en la Grande Galerie, los arquitectos de Napoleón, Charles Percier y Pierre Fontaine, diseñaron una escalera monumental, que pronto se denominó Escalier Percier et Fontaine, que comenzaba junto a la Rotonde de Mars y conducía directamente al Salón Carré. La obra estructural se completó en 1807, : 84  pero la fastuosa decoración diseñada por Percier y Fontaine tardó muchos más años y sólo se completó bajo su supervisión durante la Restauración Borbónica.

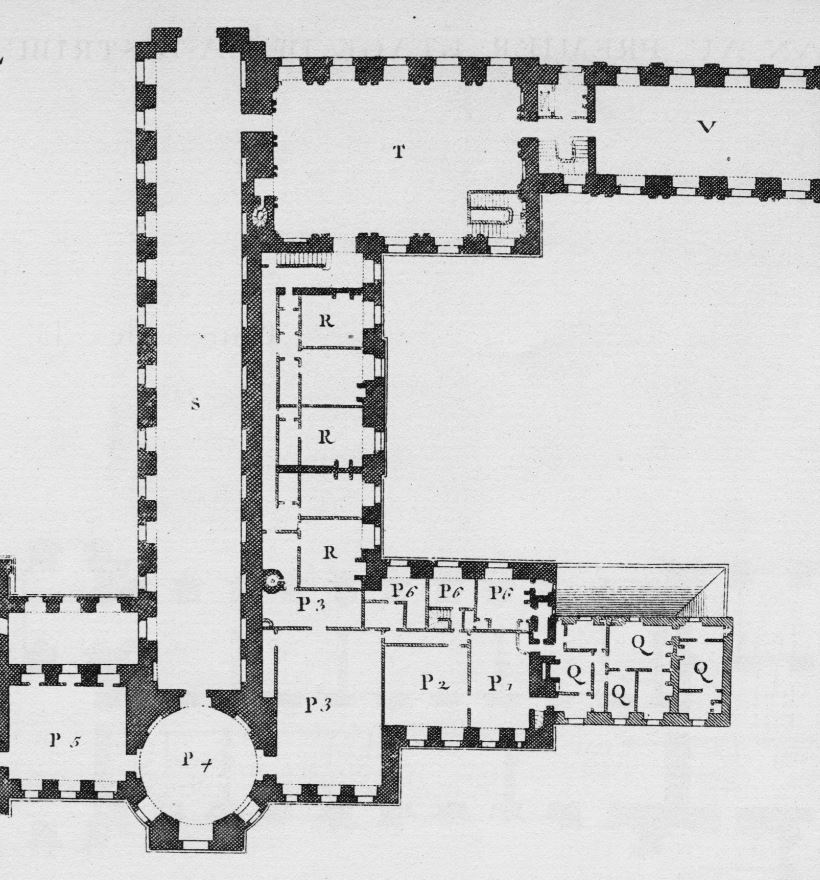
Primer piso del Louvre en 1756 (plano Blonde) que muestra el Salón Carré (marcado con una "T"), con el
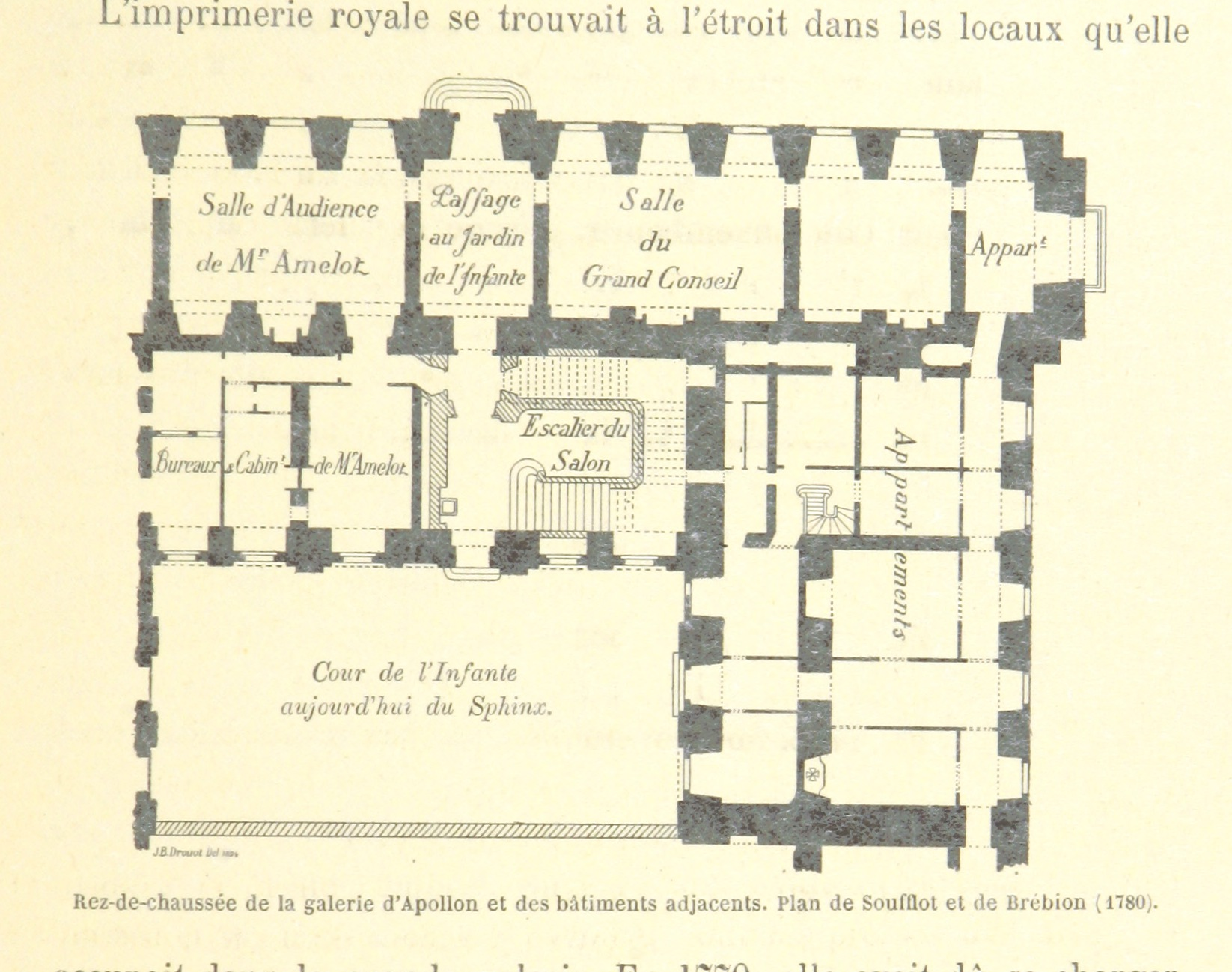
La planta baja del Louvre en 1780 (reproducción de 1895) que muestra la Escalier du Salon de Brébion
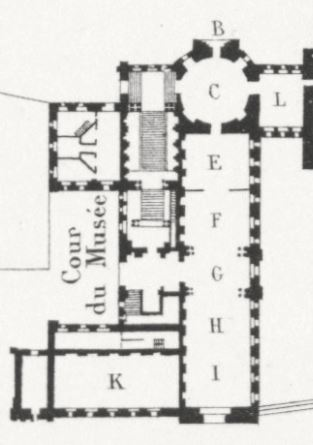
La planta baja del Louvre en 1836 (por Theodor Josef Hubert Hoffbauer}}, década de 1870) que muestra el Escalier Percier et Fontaine}} flanqueando la Rotonde de Mars (marcada con "C")
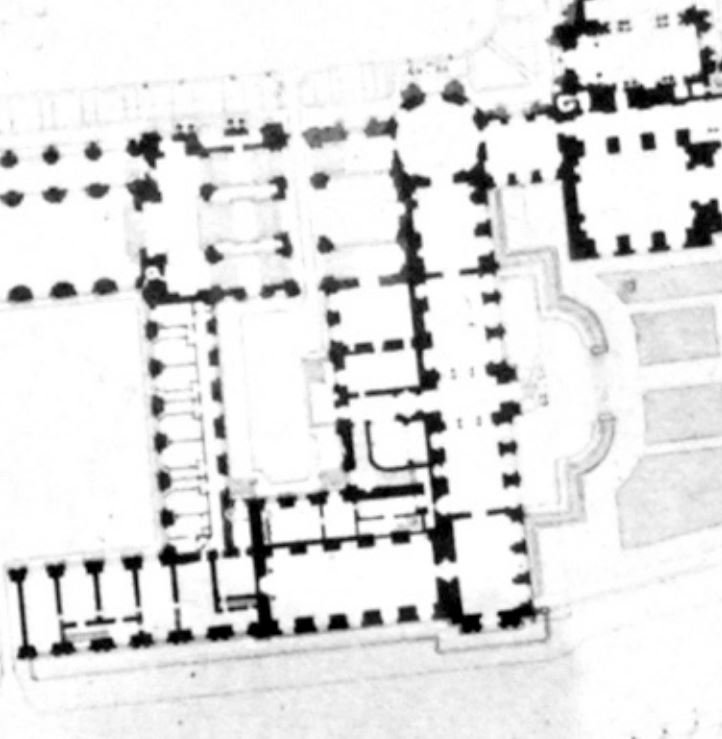
Plano de Lefuel para la Escalier Daru (planta baja), fotografiado por Édouard Baldus
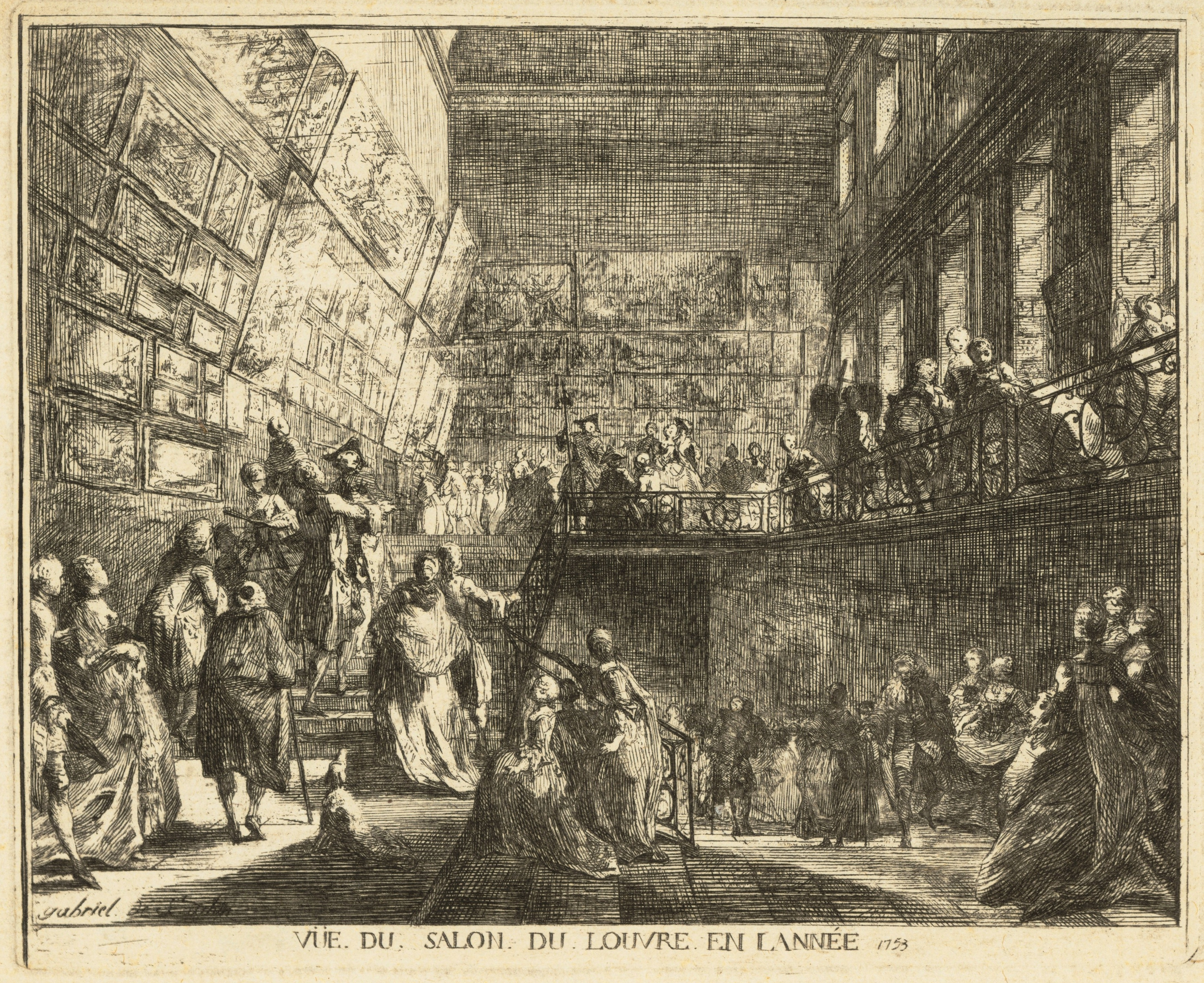
Salón en 1753 por ]Gabriel de Saint-Aubin, con los visitantes subiendo la Escalier de l'Infante en primer plano
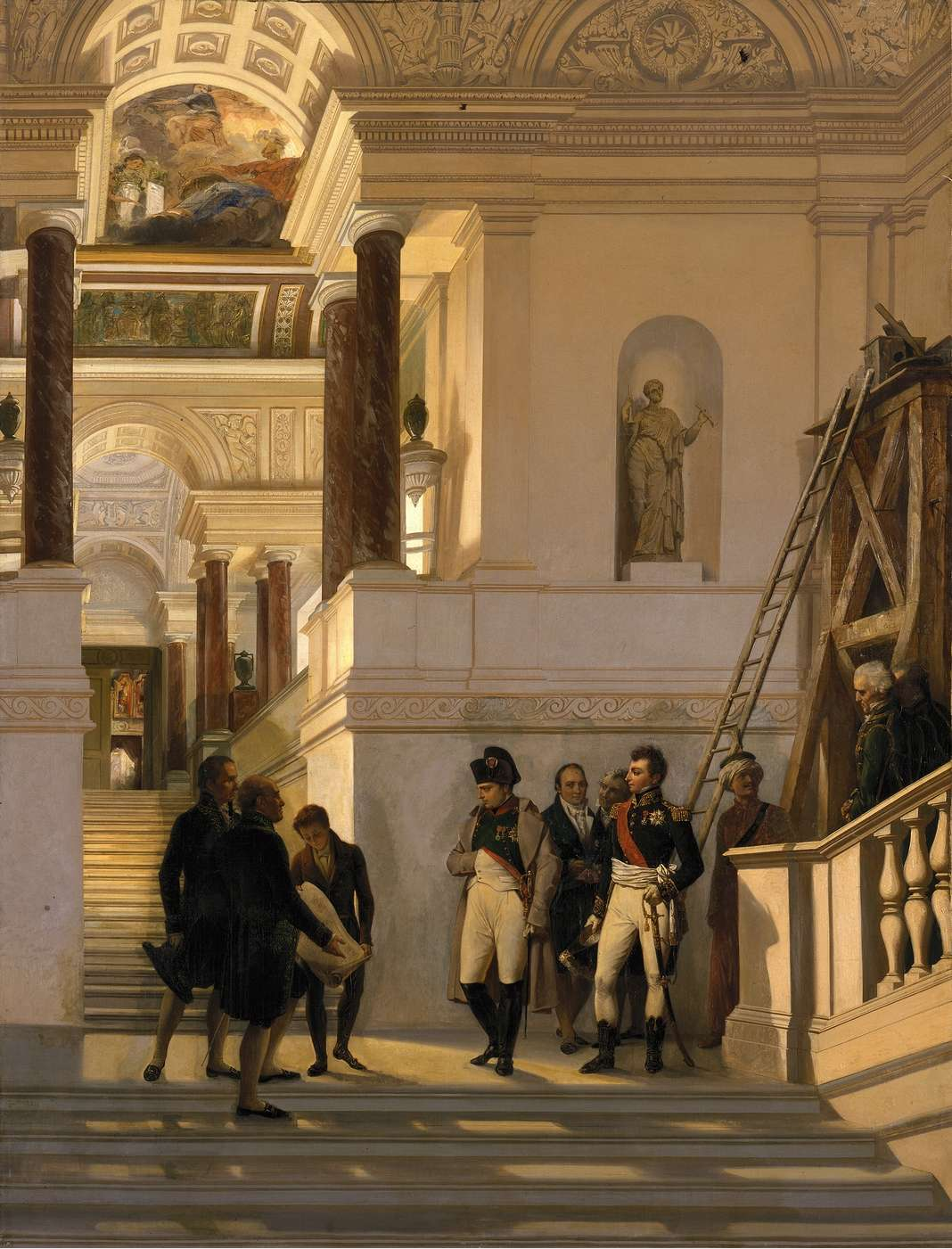
Napoleón visitando la  Escalier Percier & Fontaine en construcción, por Auguste Couder
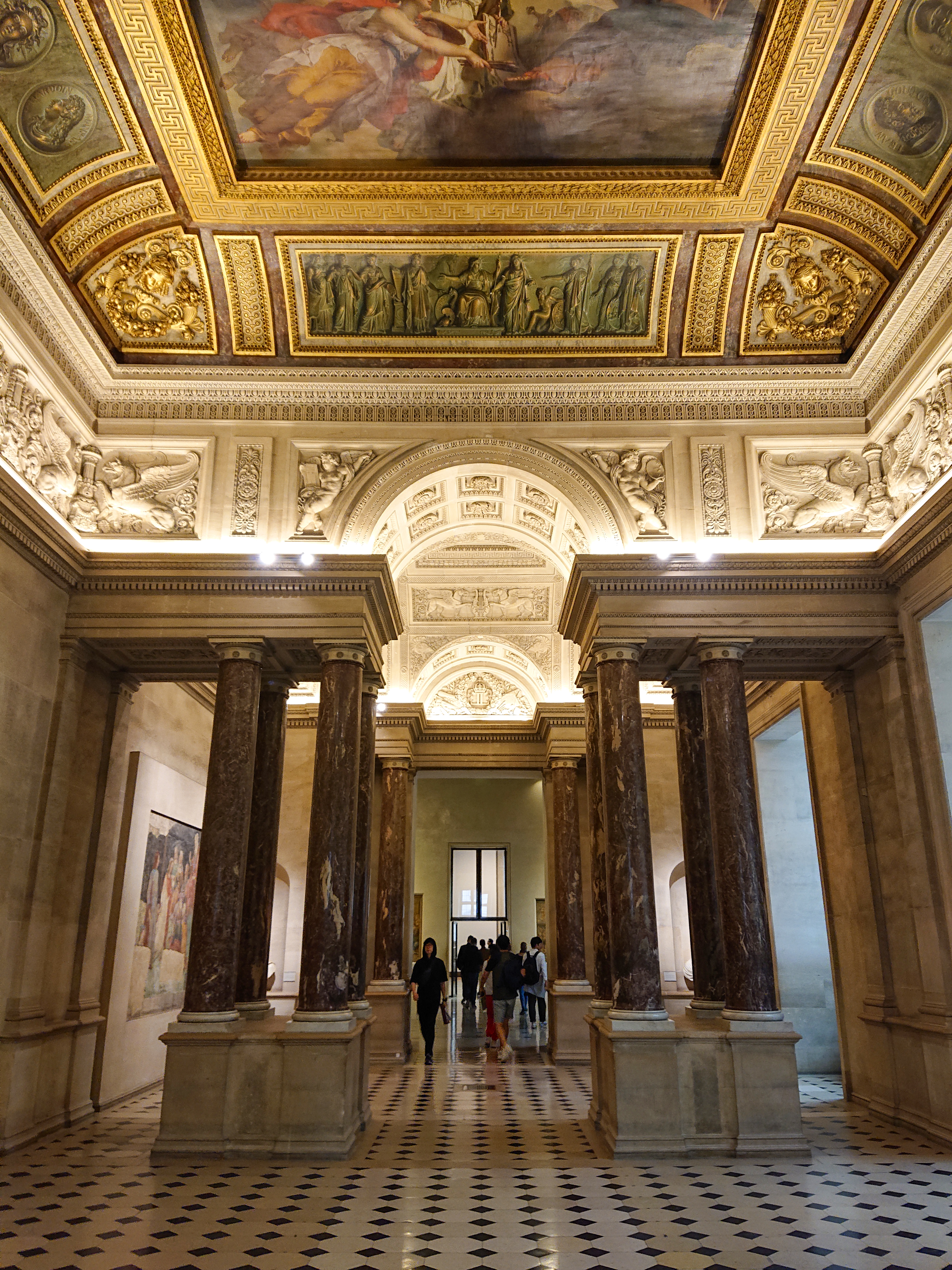
Columnas y decoraciones del techo de Escalier Percier & Fontaine, conservadas por Lefuel in situ en las actuales Salle Percier et Fontaine y Salle Duchâtel

En el contexto de la ampliación del Louvre de Napoleón III, Lefuel creó una nueva entrada para el museo, al oeste de la anterior, en la planta baja del Pavillon Denon. Desde allí, dos galerías monumentales conducían al oeste y al este y debían terminar con escaleras monumentales. En el extremo occidental, había una nueva escalera que llevaba el nombre, al igual que la galería que conducía a ella y el pabellón en el que se encontraba, de Nicolas François, conde Mollien, otro de los ministros de Napoleón. En el extremo este, Lefuel inicialmente quiso mantener la escalera de Percier & Fontaine por su valor estético, pero fue rechazado por Napoleón III o por su Ministro de Estado Achille Fould,  quienes insistieron en una nueva escalera alineada con la nueva composición. Lefuel había presentado ocho proyectos sucesivos para preservar el conjunto de Percier y Fontaine, pero finalmente desistió y desmanteló la mayor parte en 1865 para dar paso al nuevo.Aun así, pudo conservar algunos de los techos y columnas del nivel superior de Percier y Fontaine, en las salas del primer piso que ahora se encuentran entre el Escalier Daru y el Salon Carré, ahora conocido como Salle Percier et Fontaine.

La Escalier Daru todavía estaba inacabada a finales del Segundo Imperio. Su punto focal actual, la Victoria Alada de Samotracia, sólo se colocó en su centro después de la muerte de Lefuel en 1880. La escultura fue encontrada en Samotracia en 1863 y enviada a París en 1879. Fue instalado en la Escalera Daru en 1883. 
En 1882, el sucesor de Lefuel Edmond Guillaume comenzó a hacer planes para completar la escalera. Un equipo de especialistas italianos creó coloridos mosaicos para los techos abovedados, que representan Victorias sosteniendo palmas y retratos de personajes ilustres, sobre un diseño del pintor Jules-Eugène Lenepveu.: 107 

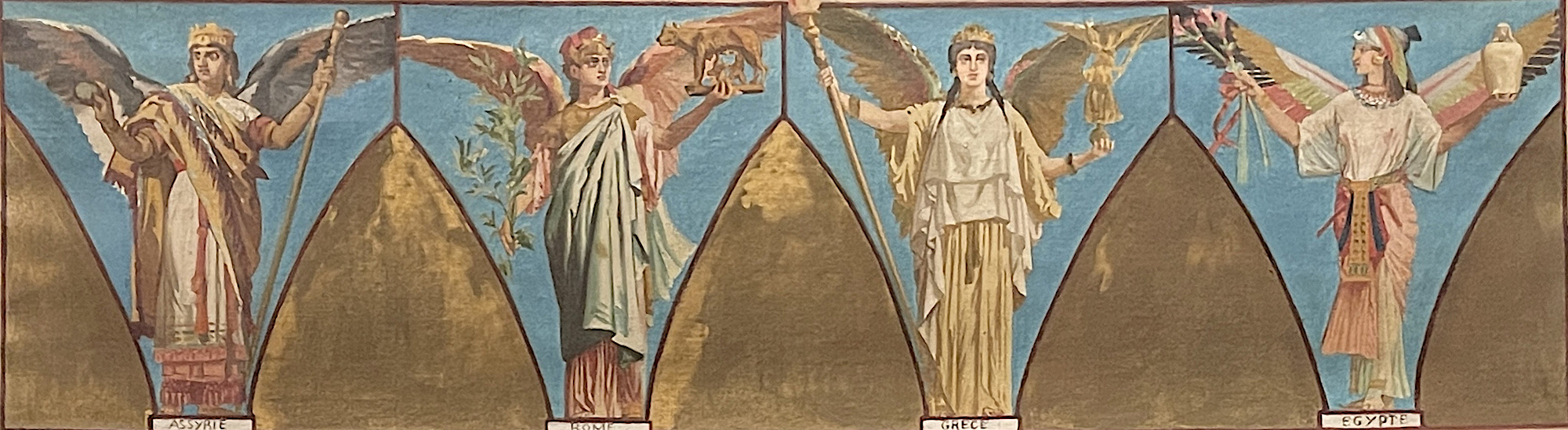
Jules-Eugène Lenepveu, La Grèce, Roma, l'Égypte et l'Assyrie, 1887-1888 (dibujo preparatorio para la decoración del Escalier Daru).

La finalización fue diseñada por el arquitecto del Louvre Camille Lefèvre y su sucesor de 1930 Albert Ferran, en el estilo Art Déco de la época, y ejecutado entre 1932 y 1934 como parte de un esfuerzo más amplio de modernización del museo dirigido por el director del Louvre, Henri Verne. Ferran cubrió los mosaicos con papel pintado con motivos de piedra, ensanchó las escaleras y adelantó la Victoria Alada para hacerla más prominente.
En 1997, en la tercera fase del proyecto del Gran Louvre, se amplió hacia abajo para servir a la recién inaugurada galería de la Grecia Arcaica, en lo que anteriormente había sido parte del extenso complejo de establos de caballos de mediados del siglo XIX del Louvre.
A principios de la década de 2010, cuando la Victoria Alada fue retirada temporalmente para su restauración, se consideró la opción de descubrir los mosaicos de finales del siglo XIX. Pero finalmente fue rechazada por los curadores del Louvre y la escalera se mantuvo en su estado de mediados de la década de 1930.